# Krupnokljuna roda
Krupnokljuna roda (roda cipelašica, lat. Balaeniceps rex) je jedina vrsta u ptičjoj porodici Balaenicipitidae. Zbog neobičnog oblika kljuna s jedne, i oblika tijela s druge strane (kao i ranijeg svrstavanja ove ptice u red rodarica), ovu pticu ponekad nazivaju cipelarka, što nije i njeno općeprihvaćeno hrvatsko ime. Populacija ove vrste varira 5000-8000.

## Opis
Ovo je krupna ptica. Odrasla, visoka je 115 do 150 cm, duga 100 do 140 cm, a raspon krila im je 230 do 260 cm. Pored toga, teške su između 4 i 7 kilograma. Odrasle jedinke su pretežno sive, dok su mlade ptice smeđe boje. Živi u tropskim dijelovima istočne Afrike, u močvarnim područjima od Sudana do Zambije.

## Razmnožavanje i mladi
Vrsta Balaeniceps rex najčešće provodi vrijeme sama i rijetko se kreće. Uglavnom se to događa dok traje sezona parenja. Gnijezda su napravljena od trave, a u njima stoji uglavnom tri jaja. Mladi se izlegu iz jaja nakon 30 dana. Nakon tri i pol mjeseca su sposobni loviti, ali još ih roditelji nakratko moraju opskrbljivati hranom. Neki grabežljivci kradu mlade i jaja, pa roditelji prave gnijezda nedostupna grabežljivcima. Ova vrsta može živjeti oko 36 godina u divljini, a s 3-4 godine stječe spolnu zrelost.

## Komunikacija i lov
Balaeniceps rex je obično tiha vrsta, ali često znaju lupati kljunom. To je kod njih znak pozdravljanja. Često zna plakati ako nema dovoljno hrane. Kad lovi, glavna osjetila su vid i sluh. Da što bolje vidi, drži glavu uspravno, a kljun naspram prsa. Lovi vodene životinje.

## Povijest
Ova vrsta viđena je u Europi prvi put tek u 19. stoljeću, i to samo koža. Tek niz godina kasnije znanstvena zajednica se prvi put srela sa živom jedinkom ove vrste. S druge strane, ova vrsta odavno je bila poznata starim narodima Afrike. Postoje njene slike iz razdoblja Starog Egipta.
Tijekom vremena, ova vrsta je svrstavana u red rodarica, pa u red pelikanki,  dok se u najnovije vrijeme smatra, da nema dovoljno srodnosti s nijednom drugom skupinom ptica, te da za nju treba otvoriti zaseban red Balaenicipitiformes, što međutim još nije općeprihvaćeno u znanstvenoj zajednici.

## Vanjske poveznice
|  | Zajednički poslužitelj ima stranicu o temi Balaeniceps rex    |
|  | Zajednički poslužitelj ima još gradiva o temi Balaeniceps rex |
|  | Wikivrste imaju podatke o taksonu Balaeniceps rex             |